# Jadranka Đokićová
Jadranka Đokićová (chorvatsky Jadranka Đokić, * 14. ledna 1981 Pula) je chorvatská herečka.

## Filmografie
- 2012 Noční lodě
- 2009 Bouře
- 2008 Za sklem
- 2002 Slušné mrtvé dívky